# ALI
«ALI» — четвёртый студийный альбом российского рэп-исполнителя Лигалайза, выпущенный на всех цифровых платформах 24 апреля 2020 года на лейбле М2.
На новом альбоме артист обращается к своим корням: классическому звуку и социальному комментарию. Винтажные биты, хлёсткие семплы и яркие скретчи – всё, с чего начинался настоящий рэп, вновь обретает вес. Музыкант традиционно поднимает вопросы, на которые многие боятся дать ответ. Глубоко переживая боль своего поколения, лирический герой альбома «ALI» восстаёт против окружающего мрака и душной тишины повседневности.
Лонгплей состоит из 14 треков. В записи альбома приняли участие рэперы CiРОП, Sir-J, Fuze, Наум Блик, Noize MC, Slimus, кАчевники, SunSay, Каста и ST1M, а также актёр Алексей Серебряков. Альбом был спродюсирован сербским диджеем DJ Milando при участии американского диджея Rob Swift, бывшего участника команды диджеев The X-Ecutioners.

## История создания
В интервью для телеканала «Дождь» Лигалайз рассказал о том, что альбом был записан за три месяца: с октября по декабрь 2019 года. Самой первой записанной песней стал трек «Застой 2.0», самой последней — «Дарвин», поскольку куплеты для неё Лигалайз ждал от своих коллег на протяжении пяти месяцев.
В интервью для сайта Colta.ru Лигалайз рассказал о том, как был записан трек «Дарвин»:
В свой posse cut я сначала предполагал звать самых «ньюскульных» чуваков, чтобы это не выглядело так, будто я хочу «вернуть всё взад». Face отказался, но с большим уважением — сказав, что не записывает совместные песни. Отказался Big Baby Tape, потому что предложил мне записать другую песню, но это не моя история. Хаски сказал, что у него сейчас не то время, чтобы участвовать. Окси был в шаге от участия — ему очень понравились идея и мой куплет, но он сказал, что для него сейчас тоже неправильный момент, чтобы записывать с кем-то песню. Но в итоге я даже выбирал, что оставить, потому что всех включить было невозможно. И я убрал пару куплетов уважаемых исполнителей, потому что они записали их в стиле «раньше было лучше». А это то, чего я не хотел. Лучше — сейчас. Надо идти только вперёд.
В интервью для приложения «РБК Стиль» к газете «РБК» Лигалайз рассказал о том, почему альбом получил такое название:
Я написал слово «Лигалайз» латиницей и просто увидел там внутри это ALI. И понял, что это хорошее название. Мохаммед Али был одним из первых рэперов — он же издевался над своими соперниками с помощью рифмованных куплетов. Кроме того, он фактически интернациональный символ борца за свободу. Ну и вообще говоришь «Али» и все сразу понимают, о ком речь.
А также о концепции альбома:
«ALI» - это просто моя история. Когда я придумывал «ALI», у меня сразу родилась концепция, которую в начале проговаривает Алексей Серебряков. Возникла вот эта параллель — возвращение того времени, когда я начинал. У меня в голове крутилось что-то такое — сначала застой, потом перестройка, 91-й год, Ельцин выступает 21 августа... У меня был этот образ в сознании, когда я записывал альбом. Это не ретро, а наоборот — движение вперед на основе классических наработок и того, что я умею лучше всего на данном этапе своего развития.
С Алексеем Серебряковым рэпер познакомился через участников съёмочной группы видеоклипа на песню «Застой 2.0», которые работали с актёром над одним из проектов. Лигалайз написал электронное письмо Алексею с просьбой прочесть его текст для вступления к альбому, на что Серебряков ответил положительно.
Первым доступным треком с альбома стал «Фак Ю! (Героин)». Песня появилась в сети 10 апреля 2020 года и посвящена героиновой эпидемии 1990-х, которая забрала жизни друзей Лигалайза: Грюндиг из группы Рабы Лампы и MC Молодой из группы П-13. Спустя неделю стал доступен трек «Застой 2.0», ранее доступный только на видео.

## Видеоклипы
9 октября 2019 года Лигалайз выпустил видеоклип на трек «Застой 2.0», который посвящён новой эпохе застоя в современной России. В клипе балерины вступают в схватку с омоновцами. Премьера клипа состоялась на портале «Медуза» с комментарием режиссёра Павла Бардина:
Идея сделать клип о борьбе культуры и насилия родилась за пару лет до того, как я услышал трек Лиги. И когда Андрей дал почитать текст и послушать минусовку, мне сразу пришло в голову сделать именно историю с балеринами. Снимали быстро, весело и без компромиссов!
В день выхода альбома, 24 апреля, вышло лирическое видео на песню «Дарвин». В песне свои куплеты представили рэперы Fuze, Наум Блик, Noize MC, Slimus, кАчевники, SunSay, Хамиль и Влади из группы Каста и ST1M. Никакой общей темы для песни нет, это «девятиминутный сайфер, который можно расценивать как манифест старой школы». Название для песни было взято из строчки Хамиля.
В интервью для «Дождя» артист сообщил, что планировал снять с Павлом Бардиным видеоклип на песню «Фак Ю! (Героин)», но не успел в связи с самоизоляцией, вызванной «коронавирусной инфекцией COVID-19».

## ALI на телевидении
12 мая 2020 года Лигалайз исполнил трек «Пылающий» на российском шоу «Вечерний Ургант» на «Первом канале».

## Приём критиков
Алексей Мажаев из InterMedia оценил альбом на 7,5 из 10, отметив:
Многие сверстники-коллеги Лигалайза успели превратиться либо в комических рэп-старичков, пошучивающих над долгами по ипотеке, либо в коммерчески успешных сервильных консерваторов. Протест и социальные проблемы больше занимают следующие поколения рэперов, да и то юные фрэшмены чаще предпочитают гундосить о своей крутости и неотразимости. Альбом Лигалайза «Ali» едва ли не автоматически причислили к «олдскулу» - и это действительно олдскул в том смысле, что артист старается донести мысль чётко, к мату прибегает в крайних случаях, а в интонациях можно услышать что угодно, кроме равнодушия. Главная же особенность альбома - внезапная ярость, с которой взрослый и успешный артист обрушивается на... некоторые неизжитые недостатки нашей жизни.
Павел Повидлов с сайта Super G дал положительную оценку альбому, отметив:
Ali слушается как альбом из 95-го. Убери пару современных артистов на фитах, ухудши качество звука и Лига мог бы вслед за мастером Шефом рассказывать о том, что откопал эту запись спустя 25 лет. Этот альбом с нулевым коммерческим потенциалом. Он вызовет довольную ухмылку динозавров и, кажется, не претендует на большее. Лига обозначает, что возвращает дух и форму старой музыки и не делает ни шага в сторону современной школы. Не сравнивайте Ali с рэпом двадцатилетних и тогда ощутите, что альбом скорее светлый и ностальгический памятник, чем замшелый рудимент.
Музыкальный обозреватель газеты «КоммерсантЪ», Борис Барабанов, добавил альбом в список «10 альбомов мая. Выбор Бориса Барабанова»:
Карьера Лигалайза получилась яркой. Альбом «ALI» в ней занимает место развёрнутого социального высказывания, в котором нашлось место для лютого оппозиционного трека «Застой 2.0» и ретроспективного полотна «Дарвин» с большим количеством гостей, для безрадостных воспоминаний об эпидемии наркомании «Фак Ю! (Героин)» и дуэта с уникальным персонажем по имени Ciроп («Эпилог»). Последний — бывший музыкант группы «Ляпис Трубецкой», который отсидел 17 лет в тюрьме, а по выходе стал читать рэп.

## Список композиций
| №   | Название                                                                            | Длительность |
| --- | ----------------------------------------------------------------------------------- | ------------ |
| 1.  | «Серебряков» (feat. Алексей Серебряков)                                             | 2:24         |
| 2.  | «Застой 2.0»                                                                        | 5:35         |
| 3.  | «Пылающий»                                                                          | 4:19         |
| 4.  | «My Philosophy»                                                                     | 2:06         |
| 5.  | «ALI: Начало»                                                                       | 2:19         |
| 6.  | «Народный Чемпион»                                                                  | 5:00         |
| 7.  | «Эпидемия»                                                                          | 1:29         |
| 8.  | «Фак Ю! (Героин)»                                                                   | 4:43         |
| 9.  | «Эпилог» (feat. CiРОП)                                                              | 1:31         |
| 10. | «Гораздо Больше» (feat. Sir-J)                                                      | 5:35         |
| 11. | «Дарвин» (feat. Fuze, Наум Блик, Noize MC, Slimus, кАчевники, SunSay, Каста & ST1M) | 8:58         |
| 12. | «My Life»                                                                           | 1:36         |
| 13. | «Люди Любят»                                                                        | 4:49         |
| 14. | «Страна Вперёд»                                                                     | 4:48         |